# Древен Рим
Древен Рим (на латински: Roma antiqua) е една от основните цивилизации от Античността, получила своето название от главния си град Рим (Roma), наречен на свой ред на легендарния си основател – Ромул. Тя заема териториални площи в Европа, Северна Африка и Близкия изток, като първоначално е основана на Апенинския полуостров.
Древен Рим започва своето развитие като общност на земеделци, населяващи Апенинския полуостров през 9 век пр.н.е., но с течение на времето прераства в огромна империя, разпростираща се върху целия средиземноморски район.
В периода от 753 пр.н.е. (годината на основаване на държавата) до разпадането ѝ през 476 г. вследствие на вътрешна нестабилност, външни нападения и др., римската държава претърпява за 12 века три последователни етапа на развитие – Римско царство, Римска република и Римска империя, и преминава през форми на управление, вариращи от монархия през олигархична република (основаваща се върху демокрация и власт на олигархическата аристокрация) до автократична империя.
По време на съществуването ѝ, благодарение на успешна военна и дипломатическа политика, римляните контролират цяла Западна Европа, както и областите около Средиземно море и някои територии около Черно море. Римляните се гордеят с това, че знаят своята история още от основаването на града или ab urbe condita. Легендата разказва, че Вечният град е основан от Ромул.
След разделянето на Римската империя на Западна и Източна и след последвалия упадък на Западната (около V в. империята навлиза в период на силен упадък; подложена на нападения от нахлуващи в римските граници варварски народи, западната част се разпада на няколко независими кралства), Източната Римска империя продължава своето съществуване още 10 века – до 1453 г., когато османските войски, предвождани от султан Мехмед II, завладяват столицата Константинопол, слагайки окончателен край на съществуването на империята.
Макар че, когато се говори за историята на Древен Рим, се отбелязва именно времевия период от основаването на Рим до разпадането на Западната Римска империя, тоест над 1200 години, много често в историята на Римската империя бива включвана и историята на Източната Римска империя със столица Константинопол (наричана Византийска империя), която дори според някои историци е неин „законен наследник“. Самото наименование Византия е неологизъм, като терминът е употребен за първи път от Йероним Волф през 1557 г. и става традиционно название за историческата литература след издаването на Парижкия корпус – Corpus Byzantinae historiae (1645 г. – 1711 г.). Съществуващата дискусия по тази тема е свързана със степента на приемственост на характерните за Рим държавност, управление, култура, език, религия, нрави, общество и т.н. В България е по-скоро прието историята на Древен Рим да се разглежда отделно от тази на Византийската империя.
Заедно с Древна Гърция, римската цивилизация попада в периода на т. нар. Класическа античност. В този ред на мисли това обяснява и високото ниво на приемственост между двете култури. Тази на Древен Рим е силно повлияна от гръцката култура в много отношения. Древноримското общество търпи силно развитие в областта на правото, военното дело, изкуството, литературата, архитектурата, технологиите, езиците, което само по себе си бележи огромен принос към културата на целия Западен свят.

## История

### Основаване и царе
Според легендата Рим е основан на 21 април 753 г. пр.н.е. от братята близнаци Ромул и Рем, произлизащи от троянския принц Еней, които са били и внуци на латинския цар Нумитор от Алба Лонга. Царят е бил изхвърлен от трона от жестокия си брат Амулий, докато в същото време неговата дъщеря (на Нумитор), Рея Силвия, е родила. Рея Силвия е била весталка и е била прелъстена от бог Марс, заради което близнаците са с наполовина божествен произход.
Амулий, новият цар на Алба Лонга, се страхувал, че Ромул и Рем могат да си върнат трона и за това е заръчал те да бъдат удавени. Но вълчица (според други източници – съпруга на овчар) ги спасила и отгледала, и когато те порастват достатъчно си връщат трона на Нумитор в Алба Лонга.
Близнаците след това основали техен собствен град, но Ромул убил Рем в спор кой от тях двамата да управлява като цар на Рим; макар че според други източници кавгата е била за това кой да даде името си на града. В крайна сметка Ромул дава името на града. Тъй като Рим е бил изоставен от жени, според легендата латините поканили сабиняните на фестивал и откраднали техните неженени девици, което довело до интеграция на латините и сабиняните.
Градът Рим израснал от заселванията около брод на река Тибър – търговски и транспортен кръстопът. Според археологически данни Рим е вероятно основан някъде около 8 век пр.н.е., макар че е възможно да е съществувал още през 10 век пр.н.е., когато вероятно е бил обитаван от латинско племе на върха на Палатинския хълм.
Етруските, които по-рано населявали северната част на Етрурия, изглежда са били установили политически контрол в региона през късния 7 век пр.н.е., формирайки аристократичен и монархически елит. Етруските загубват своето надмощие в края 6 век пр.н.е. и в тогава латините и сабиняните възстановяват своето управление, създавайки републиката, която поставила по-сериозни ограничения върху възможността управляващите да упражняват прекомерна власт.
Римската традиция, както и археологическите доказателства, сочат за комплекс, който е бил част от Римския форум, и който е бил седалището на властта на римския цар, там също е положено началото на религиозен център. Нума Помпилий става вторият цар на Рим, наследявайки Ромул. Той започва най-големите строителни проекти в Рим, начело с царския палат в Регия и комплекса на Весталките.

### Републиката
Според традицията и по-късни автори като Ливий Римската република е установена около 509 г. пр.н.е., когато последният от Седемте царе на Рим, Тарквиний Горди, е свален от власт и е установена система, базирана на годишно избирани магистрати и различни представителни събрания. Конституцията е установила серия от проверки и баланси, както и разделение на властите. Най-важните магистрати били двамата консули, които заедно упражнявали изпълнителна власт като imperium (ролята на военното командване на държавата). Консулите е трябвало да работят със Сената, който първоначално бил консултативен съвет на благородниците или патрициите, но по-късно се разраства по големина и власт.
Други магистрати в Републиката са преторите, едилите и квесторите. Първоначално магистратурите са можели да бъдат заемани само от патриции, но по-късно стават достъпни и за плебеите. Гласуващите събрания в Републиката включват центуриатно събрание (comitia centuriata), което е гласувало по въпроси, свързани с войната и мира, и е избирало мъже за най-важните постове, както и племенно събрание (comitia tributa), което е взимало решения за по-маловажните постове.
Римляните постепенно подчинили другите народи от италианския полуостров, включително етруските. Последната заплаха за хегемонията на римляните се появява, когато Таранто, основна гръцка колония спечелва помощта на Пир от Епир през 281 г. пр.н.е., но тази кампания се проваля също както и други. Римляните подсигурили техните завоевания, като основали римски колонии в стратегически райони и така установявали контрол над тях. През втората половина на 3 век пр.н.е. Рим се сблъсква с Картаген в първата от трите Пунически войни. Тези войни довели до първите презморски завоевания за Рим – на Сицилия и Испинаия – и възходът на Рим като значителна имперска сила. След като побеждават древногръцкото царство Македония и Селевкидското царство през 2 век пр.н.е. римляните се превърнали в доминираща нация в Средиземноморието.
Но външната доминация довела до вътрешни борби. Сенаторите забогатели за сметка на провинциите, но войниците, които били дребни фермери, и които били дълго време далеч от дома, не можели да запазят земите си, плюс увеличаващата се зависимост от чужди роби, както и увеличаващата се латифундия, всичко това взето заедно намалило възможността за заплатена работа.
Приходите от военно плячкосване, меркантилизма в новите провинции, преотстъпеният данък създали нови икономически възможности за богатите, формирайки нова класа от търговци – етруските. Lex Claudia (закон, предотвратяващ забогатяването на сенаторските семейства от презморска търговия) все пак забранявал на сенаторските синове да притежават търговски кораби с капацитет над 300 амфори. Сенаторите обаче често заобикаляли различните търговски забрани, а по отношение на конниците, които теоретично имали право да бъдат част от сената – влизали в непрестанни кавги, блокирайки нееднократно важни аграрни реформи и отказвайки на класата на конниците по-съществен глас в управлението.
Банди от безработни от градовете, контролирани от съперничещи сенатори, сплашвали електората с насилие. Ситуацията ескалирала в късния 2 век пр.н.е. при братята Гракхи, двойка трибуни, които се опитали да въведат реформа в законодателството, което да преразпредели основните собствености върху земите на патрициите между плебеите. И двамата братя били убити, но Сенатът приел някои от техните реформи в опит да умиротвори растящото недоволство на плебеите и класата на конниците.
Отказът от Римско гражданство за присъединените италиански градове довел до Съюзническата война (91 – 88 г. пр.н.е.). Военните реформи на Гай Марий довели до това, че войниците често били по-лоялни на своя командир, отколкото на града, и един притежаващ власт военачалник можел да шантажира града и Сената. Това довело до гражданска война между Марий и неговото протеже Сула, и кулминирало в диктатурата на Сула от 81 – 79 г. пр.н.е.
В средата на 1 век пр.н.е. трима мъже – Юлий Цезар, Помпей и Крас – формирали таен пакт, Първи триумвират, да контролират Републиката. След завоеванието на Галия от Цезар, пререкание между Цезар и Сената довело до гражданска война, при която Помпей предвождал силите на Сената. Цезар излязъл победител и става диктатор.
През 44 г. пр.н.е. Цезар е убит от сенаторите, които се противопоставяли на неговата абсолютна власт и искали да възвърнат конституционното управление, но след това Втори триумвират, състоящ се от посочения наследник на Цезар Октавиан и неговите поддръжници Марк Антоний и Лепид взимат властта. Въпреки това този алианс скоро залязъл в нова борба за доминация. Лепид е изпратен в изгнание и когато Октавиан побеждава Антоний и Клеопатра в битката при Акциум през 31 г. пр.н.е. той става неоспоримият владетел на Рим.

### Римска империя
След като побеждава враговете си, Октавиан приема името Август и си приписва абсолютна власт, запазвайки само претенция за републиканска форма на управление. Неговият посочен наследник, Тиберий, успява да вземе властта без сериозна опозиция, установявайки Юлиево-Клавдиева династия, която продължава до смъртта на Нерон през 68 г. Териториалната експанзия на това, което днес е познато като Римска империя продължава и държавата остава стабилна въпреки серията от императори, които най-често са смятани като покварени и корумпирани (например Калигула според някои е бил луд и Нерон е имал репутацията на притежаващ жестокост и на притежаващ по-сериозен интерес от личните си дела, отколкото от въпросите на държавата)
Тяхното управление е последвано от Флавиева династия. По време на управлението на Петимата добри императори (96 – 180), империята достигнала своя териториален, икономически и културен зенит. Държавата била стабилна едновременно от вътрешни и външни заплахи и Империята просперирала по време на Pax Romana (римския мир). Със завоеванието на Дакия по време на управлението на Траян империята достигнала своя връх на териториална експанзия; властта на Рим сега се разпростирала на 2.5 милиона квадратни мили (6.5 милиона km²). Антониновата епидемия, която се разпространила из империята през 165 – 180 г. убила вероятно около 5 милиона души.
Периодът между 193 и 235 е доминиран от Династията на Северите, излъчили няколко некомпетентни управника, като Елагабал. Това и увеличаващото се влияние на армията на имперското наследяване води до дълъг период на империален колапс и външни инвазии, известни като Криза на 3 век Кризата е прекратена при по-компетентното управление на Диоклециан, който през 293 разделя империята на източна и западна половина, управлявани от тетрархия от двама съимператори и техните младши колеги.
Различните съуправници на империята се състезават и борят за надмощие повече от половин век. На 11 май 330 г. император Константин I избира за своя столица Византион, преименуван на Константинопол. Империята е перманентно разделена на Източна римска империя (по-късно станала известна като Византийска империя) и Западна римска империя през 395.
Западната империя е непрестанно тормозена от варварски инвазии и постепенният упадък на Западната римска империя продължава през вековете. През IV век миграцията на запад на хуните кара вестготите да търсят убежище по границите на Римската империя. През 410 вестготите под ръководството на Аларих I разграбили Рим.
Вандалите нахлуват в римските провинции Галия, Испания и в Северна Африка и през 455 г. плячкосват Рим. На 4 септември 476 г. германският вожд Одоакър принуждава последния римски император Ромул Августул да абдикира на запад. Така приключва продължилото 1200 години управление на Рим на Запад.

## Държавно устройство
Първоначално Рим бил управляван от царе, всеки от които бива избиран от редиците на главните римски племена. Характерът на тази власт е по-скоро неясен – царят може да е разполагал с почти неограничени правомощия, а може да е бил просто представител на Сената и народа си. Що се отнася до военните дела, неговата власт била почти абсолютна, а също така бил върховен религиозен глава. Властта му била допълвана от три административни институции – Сенат, изпълняващ ролята на съветнически орган при царя; и две народни събрания (комиции): Куриатна комиция (Comitia Curiata) – одобрява и приема законите, предложени от царя; и „Comitia Calata“ – събрание на свещеническото съсловие.
Думата „република“ произлиза от латинската res publica, която в превод означава „обществени дела“. По време на Римската република Сенатът е преди всичко олигархическа институция, с изключително висок авторитет. Има съветнически функции, но не и законодателни такива. И все пак било практически невъзможно да бъде прокаран закон или постигнато каквото и да било против колективната воля на сенаторите. Нови сенатори били избирани из редиците на най-знатните патриции от институция на име Censura (думата означава преценка, съдене). Последната можела и да отстранява сенатори, при получаване на подкупи и др. Републиката не разполагала със стабилна бюрократична система и събирала данъци чрез хора, откупуващи от правителството правото да събират някои данъци. Всяка правителствена позиция (като квестор или префект) била издържана от средствата на своя притежател. За да не може прекалено много власт да се озове в ръцете на един гражданин, нови магистрати били избирани ежегодно. Всеки от които трябвало да споделя правомощията си със свой колега. Така например в нормална политическа ситуация върховната власт в Републиката се споделяла от двама консула. При криза можел да бъде избиран временен диктатор.
Неефективността на тази система при непрестанно увеличаващата се територия довежда до раждането на Римската империя. В началото римският император е представян като „първи гражданин“, а Сенатът добива законодателни правомощия и всичката правна власт, притежавана преди от обществените структури. С течение на времето обаче императорската власт става силно автократична, а функциите на Сената са ограничени до чисто консултативни. Императорът назначавал свои съветници и помощници, но като цяло на империята ѝ липсват институции, както и предварително изготвен финансов бюджет. Много историци отчитат последното като главна причина за последвалия упадък.
Територията на империята е разделена на провинции, чийто брой се увеличава успоредно на териториалната експанзия и правителствената политика на разделяне на провинциите на по-малки, за да се намали вероятността за бунтове.

## Общество
Разположен на седем хълма, градът Рим се гордее с редица величествени постройки – Колизеумът, Форумът на император Траян, Пантеонът. Прясна вода за пиене, доставяна от дълги стотици километри акведукти, извира в живописни фонтани. Театри, бани, библиотеки, магазини, пазари, канализация – това е малка част от градоустройствената характеристика на Рим. Ниските и средни слоеве на обществото обитавали скромни жилищни квартали в центъра на града. В покрайнините обаче били издигнати разкошни императорски резиденции и вили, предназначени за висшите аристократични кръгове.
„Императорски“ Рим е бил най-големият градски център за епохата си, с население от около 1 милион души. Улиците на града са ехтели от врявата на тълпите и дрънченето на железните колела на колесниците. Нивата на шума били толкова високи, че Юлий Цезар веднъж предложил движението на колесници да бъде забранено през деня. Историческите данни сочат, че около 20% от населението на империята е обитавало голям брой градски центрове. Почти всеки такъв е разполагал с форум и побирал около 10 000 души. Това сочи една нетипично висока степен на урбанизация за съответния период.

### Социална структура
Римското общество било строго йерархическо. Робите (servi) формирали най-ниската прослойка, намираща се под тази на освободените роби (liberti). Свободните граждани (cives) – най-горната прослойка в древноримското общество – на свой ред също се делели класово. Най-характерното, но и най-ранното, разделение било на патриции и плебеи. Патрициите можели да проследят произхода си до един от 100-те родоначалници, основали Рим, а плебеите нямали такъв произход. С хода на годините, в късната Република това разделение не оказвало съществено влияние, тъй като представители на плебейски семейства влизали в политиката, а цели патрициански фамилии преживявали тежък упадък.
Всеки патриций или плебей, който може да изброи един консул като свой предшественик е имал благороден произход (nobilis); мъж, който първи в своето семейство държи консулство – като Марий и Цицерон – бил известен като novus homo (букв. „нов човек") и давал благородничеството за своите наследници. Патрицианският произход все още давал значителен престиж и много религиозни постове оставали ограничени до патрициите.
Но социалното разделение на база военната служба постепенно се превърнало в по-важно. Принадлежността към съответния клас била периодично определяна от Цензорите според имуществото. Най-богатите военни били причислявани към Сенаторския клас – те имали влияние в политическите среди и командвали армията. След тях идвали еквитите, които можели да си позволят притежаването на боен кон и които формирали силна търговска прослойка. Съществували и други прослойки, съответстващи на бойното снаряжение на гражданите. Такива без подобна собственост формирали най-ниския обществен слой.
Гласуването в Републиката зависело от социалния статус. Гражданите били събирани в гласоподавателни групи, но групите на аристокрацията се състояли от по-малък представители брой в сравнение с тези на по-бедните слоеве. Гласуването се извършвало в класов ред и се прекратявало, когато мнозинството от тези групи били гласували. Така често бедните граждани не успявали да дадат своя глас.
Римлянките, макар да споделяли някои основни права с мъжете, нямали пълен граждански статус и по тази причина нямали гласоподавателно право и право на участие в политиката. В същото време обаче ограничените права на жените били разширени с времето (благодарение на еманципация) и в крайна сметка се стигнало до момент, в който жените се освободили от властта на paterfamilias, имали право на собственост и дори придобили повече юридически права от мъжете, макар че това не повлияло гласоподавателното и политическо право, и те останали извън политиката.
На завладените чужди градове и техните жители било предоставяно „латинско право“ – средно положение между пълноправни граждани и чужденци (peregrini), което давало на гражданите права под римските закони и техните магистрати били удостоявани с пълно гражданство (някои имали право на глас, а други – не),. Докато е имало различни степени на латинско право, основното разделение било между cum suffragio („с глас“; включени в римските гласопотадавателни групи и имащи част от comitia tributa) и sine suffragio („без глас“; които не могат да взимат част от римската политика). На някои от римските италиански съюзници им е било дадено пълно гражданство след Обществената война от 91 – 88 пр.н.е. и пълно римско гражданство е било разширено, така че да включва родените свободни мъже в империята от Каракала през 212.

### Семейство
Основна обществена единица в Рим били домакинствата и семействата. Всяко домакинство се състояло от глава на домакинството (обикновено бащата), pater familias – букв. „баща на семейството", съпруга, деца и други роднини. В по-горните обществени слоеве робите и слугите били също част от домакинството. Главата на домакинството е имал огромна власт (patria potestas – „властта на бащата“) над живеещите с него – можел да принуди членове на семейството да сключат брак (обикновено за пари) или да се разведат, да продаде децата си в робство, можел да обяви имуществото на подопечните му за свое и дори да убие свой роднина (въпреки че последното право спряло да се упражнява след 1 век пр.н.е.)
Patria potestas се простирала още по-надалеч – в домакинството на порасналия син, например. Никой мъж не се смятал за paterfamilias, нито можел да притежава собственост докато неговия баща бил жив. През ранния период на римската история, когато се омъжвала дъщерята попадала под контрол (manus) на paterfamilias на домакинството на своя съпруг, макар че по-късно при Републиката това било отменено, като жената можела да избере да продължи да разпознава бащиното си семейство като действително.
Малко привързаност е била показвана към децата в Рим. Нежеланите деца е могло да бъдат продадени като роби, децата сервирали масата за семейството и им било забранено да участват в разговорите. Гувернантка обикновено обучавала децата на гръцки и латински, бащата ги обучавал как да плуват, макар че в някои случаи бил наеман роб за тази цел. На седем години момчето започвало своето обучение.
Група от домакинства с роднинска връзка формирали семейство (gens). Семействата се основавали на кръвната връзка, а в някои случаи и на осиновяване, но за семействата имали огромно значение и политически съюзи и икономически обединения. По-късно, особено по времето на Републиката, някои могъщи семейства (Gentes Maiores) придобили доминираща роля в политическия живот.
Древноримският брак бил разглеждан предимно като финансово и политическо обединение, отколкото романтично свързване, особено във висшите социални кръгове. Бащата започвал да търси съпруг за своите дъщери, когато те достигали възраст 12 – 14 години. Съпругът почти винаги бил по-възрастен от младоженката. Докато момичетата от по-висшите обществени слоеве се омъжвали млади, тези от по-долните слоеве го правели в късна тийнейджърска възраст или когато са 20 – 30 годишни.

### Образование
В ранната Република нямало обществени училища, поради което момчетата били обучавани да пишат и четат от своите бащи или от образовани роби (paedagogi), най-често от гръцки произход. Основната цел на римското образование в този период била младите момчета да бъдат обучени на земеделие, бойно изкуство, римски традиции и обществени дела. Младежите научавали много за градския живот, придружавайки своите бащи при техните политически и религиозни дела – включително посещения в Сената за тези с бащи-благородници. Всеки син на знатен римлянин, навършвайки 16, започвал обучение при значима политическа фигура от Сената. На 17 постъпвал в армията. Тази последователност била спазвана от някои знатни семейства и в императорската ера.
Формите на обучение започнали да се изменят след завладяването на Елинските кралства през 3 век пр.н.е. Макар да се наблюдавало силно гръцко влияние върху образователните практики в резултат на тези събития, следва да се изтъкне че римските практики все пак били много по-различни от гръцките. Ако било според финансовите възможности на родителите, момчетата и някои момичета на 7-годишна възраст били изпращани в частни училища (ludus litterarius), където учител обикновено от гръцки произход (litterator или magister ludi) в продължение на 5 години ги учил да четат, пишат и смятат, както и на гръцки език, за тези до 11-годишна възраст. Учениците пишели върху восъчни таблички (tabulae ceratae), които представлявали дървени плочки с восъчен слой, по който се драскало с дървена или метална пръчица (stilus). Единият ѝ край бил заострен – с него пишели; другият бил подобен на шпакла – с него изличавали грешките. Смятали на пръсти или със сметало (абак – abacus). Принадлежностите си носили в кутия с дръжка (capsa). На 12 години постъпвали в своеобразни средни училища за три-четири години под ръководството на учител, наречен граматик (grammaticus), там те се занимавали с литература, гръцки език, граматика, философия, астрономия и музика. Най-високата степен било училището по реторика, в което преподавал ретор (rhetor), където те постъпвали на 16 години. Реторът подготвял учениците за правна кариера, изисквайки от тях да наизустяват римските закони. По-заможните изпращали синовете си в прочутите реторски школи в Атина, Ефес и Родос, където именно учил и Цицерон при Посидоний. Учениците ходели на училище всеки ден, освен по време на религиозни празници и пазарни дни. Имали и летни ваканции.

### Войска
Ранната римска армия (около 500 пр.н.е.) е била, като тези на другите градове държави по онова време, повлияна от Гръцката цивилизация и е представлявала градска милиция, която е практикувала тактики на хоплити. Това е била малка армия (популацията на свободни мъже на наборна възраст е била тогава около 9000) и организирана в 5 класа (по подобие на comitia centuriata – организираните политически граждани), с три обезпечаващи хоплити и две леки пехоти. Ранната Римска армия е била тактически лимитирана и нейната позиция през този период е основно дефанзивна. Към 3 век пр.н.е. римляните изоставят хоплит формацията за сметка на по-гъвкава система, в която по-малки групи от 120 (понякога 60) мъже, наречени манипула могат да маневрират по-независимо на бойното поле. Тридесет манипули се организират в три линии с поддържащи батареи, които съставят римския легион, равняващ се на число между 4000 и 5000 мъже. Ранните републикански легиони се състояли от 5 секции, всяка от които е била екипирана различно и има различни места за формиране: 3 линии от тип манипула тежка пехота (хастати, принципи и триарии), въоръжен отряд от лека пехота (велити) и кавалерия (еквити). С новата организация идва и новата насока към офанзива и много по-агресивно отношение към съседните градове-държави.
При номинална пълна сила ранният легион на Републиката включва 3600 до 4800 от тежко въоръжената пехота, няколкостотин от леко въоръжена пехота и няколкостотин кавалеристи, или общо от 4000 до 5000 мъже. Реално легионите често са били значително под своята пълна сила заради неуспехи при рекрутирането или след периоди на активна служба вследствие на инциденти, произшествия по време на битка, заболявания или дезертиране. По време на Гражданската война легионите на Помпей в източната част са били в пълна сила, поради това, че са били скоро рекрутирани, докато легионите на Цезар често са били под пълната номинална сила след дълга активна служба в Галия. Този модел е важел и за помощните сили.
Допреди късния период на Републиката типичният легионер е бил гражданин, притежаващ собственост от ферми в провинциалните райони (adsiduus), който е служел за отделни (често годишни) кампании и, който снабдява собствената си екипировка и в случаите на еквитите – своя собствен кон. Харис предполага, че до 200 г. пр.н.е. обикновения провинциален фермер (който оцелява) може да участва в шест до седем кампании. Освободените роби, както и робите и градските жители не са служили в армията, освен при редките случаи на критични моменти. След 200 г. пр.н.е. икономическите условия в провинциалните райони се влошават като нуждата от военна сила се увеличава, така че изискванията за притежаване на собственост, които преди са били налични за отслужване в Римската армия, са постепенно редуцирани. Започвайки от Гай Марий през 107 г. пр.н.е., граждани без собственост и някои живеещи в града граждани (proletarii) са били вписани и снабдени с екипировка, макар че повечето легионери все още произхождат от провинциалните райони. Условията за служба стават непрекъснати и имат продължителност до 20 години, макар че Брунт твърди, че 6 или 7 години са били по-скоро типични. Започвайки от 3 век пр.н.е. на легионерите се е плащал stipendium (като за конкретните суми се спори, но е известно, че Юлий Цезар е удвоил заплащането на своите войски на 225 денарии за една година служба) за успешна кампания и, започвайки от Марий, често били давани парцели земя при рекрутиране. Кавалерията и леката пехота, които са били прикрепени към легион (auxilia) са били често рекрутирани от области, където този легион е служел. Цезар формира легион, Legio quinta Alaudae от мъже, които не са граждани, в трансалпийска Галия, за да служат на неговата кампания в Галия. По времето на Август идеалът за гражданин-войник е бил изоставен и легионите са били изцяло професионални. Легионерите са били платени 900 сестерции на година и могат да очакват заплащане от 12 000 сестерции при пенсиониране.

### Римско право
Корените на правните принципи и практики на древните римляни могат да се проследят от Законите на дванадесетте таблици (от 449 пр.н.е.) до кодификацията на император Юстиниан I (около 530 г.) Римското право е запазено в Юстинианов кодекс и продължава във Византийската империя, като формира основата на подобни кодификации в Западна Европа, то продължава в общ смисъл да се прилага в голяма част от Европа допреди края на 17 век.
Трите основни стълба на римското право са били както следва:
1. Ius Civile (Гражданско право) е бил корпус от закони, прилаган и валиден за всички римски граждани.
2. Ius Gentium („Право на народите“) е бил корпус от закони от общото право, който е бил прилаган и валиден за всички чужденци и е уреждал техните отношения с римските граждани.
3. Ius Naturale – е обхващал естественото право, корпусът от закони, които се смятали общи за всички хора. Praetores Urbani (ед.ч. Praetor Urbanus) са били онези, които са имали юрисдикция над случаите, касаещи граждани. Praetores Peregrini (ед.ч. Praetor Peregrinus) са били хора, които са имали юрисдикция върху случаи включващи граждани и чужденци.

### Икономика
Древен Рим упражнявал контрол върху обширни количества земя, с огромни природни и човешки ресурси. По тази причина, римската икономика била преди всичко концентрирана върху земеделие и търговия. Земеделската свободна търговия променила италианския ландшафт и към 1 век пр.н.е. големи гроздови и маслинови насаждения изместили йомен фермерите, които били неспособни да отговорят на зърнените цени от вноса. Анексацията на Египет, Сицилия и Африка (римска провинция приблизително на територията на днешен Тунис) в Северна Африка осигурило продължителна доставка на зърно. В замяна, зехтина и виното станали основен износ за римската провинция Италия. Практикувало се е двустранно сеитбообращение, но фермерската продуктивност била ниска, около 1 тон на хектар.
Същевременно формите на индустрия и производство били малобройни. Добре развита подобна дейност били разработването на мини и копането на камъни от кариери. По този начин се осигурявал базов строителен материал. В производствен план продукцията била сравнително слаба, тъй като работилниците и фабриките били малки и давали работа на по 10 – 12 души. Тухлените фабрики обаче представлявали по-крупни предприятия, наемащи около стотина работници.
Икономиката в ранната Република се основавала предимно на дребната собственост и платения труд. В резултат на активната военна политика обаче робите се превърнали в изключително евтина и изобилна работна ръка, затова към края на Републиката римската икономика била силно зависима от робския труд (на робите както с умения, така и без). Робите съставяли 20% от населението на Римската империя, и около 40% в града Рим. Наемният труд ставал икономически изгоден само при Римската империя, когато войните спирали и цената на робите се покачвала.
Въпреки че разменната търговия била широко използвана (често и при събиране на данъци), Рим притежавал силно развита монетна система, включваща монети от месинг, бронз и благородни метали. Те били в обращение в границите на цялата империя, а археологически разкопки са открили римски монети дори в Индия. Преди 3 век пр.н.е. из централна Италия медта в империята била търгувана по тегло, в небелязани бучки. Оригиналните римски медни монети ас са имали номинална стойност от един римски паунд мед, но в действителност са тежали по-малко. Така римските стандарти за монетите, като средство за размяна, съществено надвишавали същинската цена на метала. След Нерон започва понижаването на сребърния денарий, като неговата правна стойност е била оценявана като по-голяма с 1/3 от неговата истинска стойност.
Конете били прекалено скъпи, а другите товарни животни – твърде бавни, за да може да се развие активна търговия по римските пътища. Именно поради тази причина те свързвали по-скоро военни укрепления отколкото пазарни центрове, и рядко били направени за придвижване с колела. Затова допреди периода на развитата морска търговия (от 2 век пр.н.е.) доставянето на стоки и търговски артикули до различните провинции на империята било сравнително ограничено. Но през периода на морската търговия транспорта по море се оказал с 60 пъти по-евтин от наземния, така че е имало голямо количество такива пътувания.
Някои икономисти като Питър Темин смятат Римската империя като базирана на пазарна икономика.

## Култура

### Език
Родният език на римляните е латинският – италийски език, чиято граматика не разчита силно на словореда, а предава значение чрез система от представки и наставки, които се добавят към граматическата основа. Латинската азбука се основава на етруската, която сама по себе си произлиза от гръцката. Въпреки че достигналата до нас древноримска литература е написана почти изцяло на класически латински (изкуствен, силно стилизиран и изтънчен литературен език от 1 в. пр.н.е.), в Римската империя всъщност бил разпространен простонароден латински. Граматиката и лексиката му се различавала съществено от класическия, най-вече в произношението.
Докато латинският бил основния писмен език в Римската империя, елитните кръгове на обществото били високо образовани и владеели отлично гръцкия, тъй като голяма част от изучаваната от римляните литература била написана на гръцки. В източната половина от Римската империя, която впоследствие станала Византия, латинският така и не успял да измести гръцкия.
Експанзията на Римската империя довела до разпространението на латинския в Европа и с течение на времето простонародния латински претърпял развитие и се формирали множество диалекти, от които впоследствие възникнали езиците от романската езикова група.

### Религия
Древната римска религия не се уповавала толкова на стари писани разкази и повествования, колкото се стремяла да представи една сложна система от взаимоотношения между боговете и хората. За разлика от гръцката митология, тук боговете не били персонифицирани, а представлявали смътно очертани духове, наричани numina. Римляните също вярвали, че всеки човек, място или нещо притежава своята небесна душа (genius). По време на Републиката, римската религия била организирана и ръководена от строга система от свещенически постове. Епископската колегия била най-висшия орган в религиозната йерархия, и нейният първи свещеник (Pontifex Maximus) бил главата на държавната религия. По-късно, римските императори били почитани като богове, а с течение на времето този императорски култ придобил особено голямо значение.
С увеличаването на контактите с Гърция старите римски богове бързо започнали да се свързват с гръцките такива. Така Юпитер бил възприеман като равностоен по своята сила и божественост на Зевс, Марс бил свързван с Арес, Нептун с гръцкия Посейдон. Римските богове и богини са без животински части, могат да обичат и да изразяват чувства.
Главният бог е Юпитер (Зевс при гърците), а главната богиня е Юнона (Хера при гърците).
Много почитана е дъщерята на Юпитер – Минерва (Атина при гърците). Други богове са Вулкан (Хефест при гърците) и Нептун (Посейдон при гърците).
Съвсем скоро старите обичаи и порядки започнали да се забравят и пренебрегват и към 1 в. пр.н.е. религиозното влияние на старите свещенически санове намаляло драстично. Центърът на римската религия все по-бързо се премествал към императорските покои, знак за което е обожествяването на някои императори след тяхната смърт.
С течение на времето в империята навлезли и чужди религиозни култове, а към 2 в. християнството започнало бурно разпространение, въпреки гоненията. Император Нерон поставил началото на официална римска политика насочена срещу новата религия, а при император Диоклециан преследванията срещу християните достигнали връхната си точка. Константин I бил първия император, оказал официална подкрепа на християните и узаконил тяхната религия. През 391 г. Теодосий I забранил всички други религии в империята, освен християнството.

### Изкуство
Гръцкото влияние се наблюдава и в римската живопис, като достигналите днешно време модели са предимно фрески, използвани за украсяване на стени и тавани във вилите на римския елит. Археолози намират образци на римската живопис в Помпей, на база на които учените обособяват четири периода в развитието на това изкуство. През първия период (2 в. пр.н.е. – средата на 1 в. пр.н.е.) широко използвани имитации на мрамор и зидария, включително и изображения на митологични персонажи. Вторият стил, наложил се през 1 в. пр.н.е., прокарал идеята за реалистично изобразяване на триизмерни архитектурни елементи и пейзажи. Третият стил, възникнал при управлението на Август (27 г. пр.н.е. – 14 г.), отрекъл установения реализъм в услуга на скромните украшения. Последният стил, наложил се през 1 в., прокарал като тенденция представянето на сцени от митологията, запазвайки архитектурните елементи и абстрактни образци.
От самото си възникване, римската литература била силно повлияна от гръцките автори. Някои от старите запазени творби са епически поеми, разказващи ранната военна история на Рим. С възхода на Републиката римските автори започнали да пишат поезия, комедия, трагедия и историческа хроника.

### Технически напредък
Древен Рим притежавал изключително развити за времето си технически постижения. Някои от тях се изгубили през Средновековието и били преоткрити едва през 19 – 20 в. Римляните, сами по себе си, не били толкова иновативни и изобретателни, колкото умели в присвояването и видоизменянето на чужди технически постижения. Нови идеи рядко се раждали, и повечето римски нововъведения са по гръцки модел и проекти. И все пак, редица знаменателни технологични открития намерили широко разпространение в империята и довели до неимоверно увеличаване военната мощ и влияние на Рим в Европа.
а) архитектура
Римляните били особено известни с архитектурата си, включена в категорията Класическа архитектура. По време на Републиката стилът на строене бил почти идентичен с гръцките образци. С изключение на два нови стила на подреждане на колоните и някои др., до края на Републиката не били осъществени съществени нововъведения.
Към 1 век пр.н.е. римляните започнали широко да използват бетона (открит през 3 век пр.н.е.). Той скоро изместил мрамора от позицията му на най-използвания строителен материал и позволил да бъдат изпълнени редица амбициозни архитектурни проекти.
б) пътища
Бетонът позволил създаването на издръжливи, павирани пътища, които били ползвани хилядолетие след падането на Рим. Създаването на обширна и ефективна пътна мрежа драматично увеличило властта и влиянието на империята. Била построена с първа основна цел бързото придвижване на римските легиони. Скоро икономическото им значение като търговски маршрути станало огромно, Рим се превърнал в център на тогавашната световна търговия.
в) акведукти
Римляните построили голям брой акведукти за доставка на вода към градовете и индустриалните центрове, както и за нуждите на земеделието. Водоснабдяването на Рим било осигурено от 11 акведукта с обща дължина от 350 km (220 мили). Повечето акведукти са били строени под земната повърхност, с малки части от тях над нея – това са тези, които са подкрепяни с арки.

## Историци
Римски историци
- Йосиф Флавий
- Тит Ливий
- Юлий Цезар
- Светоний
- Публий Корнелий Тацит

Съвременни
- Едуард Гибън (1737 – 1794) – Залез и упадък на Римската империя (в четири тома), това е едно от най-известните и в същото време задълбочени изследвания на Римската империя. Самият Гибън коментира, че в книгата си задава въпроса не толкова защо се е разпаднала Римската империя, а по-скоро защо е устояла толкова дълго.[82]